# Lappersdorf
Lappersdorf ist ein Markt im Oberpfälzer Landkreis Regensburg in Bayern. Der Markt grenzt unmittelbar nordwestlich an die Stadt Regensburg. Überregional ist Lappersdorf vor allem durch die Staatliche Feuerwehrschule Regensburg bekannt.

## Geografie

### Geografische Lage
Lappersdorf liegt gut 3 km nördlich der Mündung des Flusses Regen in die Donau. Vom Regen trennt den Ortskern die Bundesautobahn 93 (Ausfahrt Regensburg-Nord). Lappersdorf grenzt im Nordwesten unmittelbar an die oberpfälzische Bezirkshauptstadt und ist für Auswärtige, die das Ortsschild übersehen, oft nur schwerlich als eigenständige Gemeinde auszumachen. Den Namen Lappersdorf trägt die Gemeinde offiziell erst seit 1958 (vorher Oppersdorf).

### Gemeindegliederung
Es gibt 30 Gemeindeteile (in Klammern ist der Siedlungstyp angegeben):
- Altenried (Weiler)
- Aschach (Weiler)
- Baiern (Dorf)
- Benhof (Weiler)
- Einhausen (Dorf)
- Geiersberg (Weiler)
- Gewald (Einöde)
- Hainsacker (Pfarrdorf)
- Harreshof (Dorf)
- Hohensand (Dorf)
- Hönighausen (Dorf)
- Kareth (Pfarrdorf)
- Kaulhausen (Dorf)
- Knieschlag (Einöde)
- Landlhof (Einöde)
- Lappersdorf (Hauptort)
- Lorenzen (Kirchdorf)
- Oppersdorf (Kirchdorf)
- Pielmühle (Dorf)
- Rehthal (Weiler)
- Rodau (Einöde)
- Schinderwies (Einöde)
- Schwaighausen (Dorf)
- Schwärz (Weiler)
- Schwerdnermühle (Dorf)
- Steinhof (Einöde)
- Stettwies (Weiler)
- Tremmelhauserhöhe (Dorf)
- Unterkaulhausen (Einöde)
- Ziegelhütte (Weiler)

Es gibt die Gemarkungen Hainsacker, Kareth, Lappersdorf und Schwaighauser Forst.

## Geschichte

### Bis zur Gemeindegründung
Lappersdorf wurde 1185 zum ersten Mal als Leutfridestorf urkundlich erwähnt. Später wurde es Amtssitz und gehörte zum Herzogtum Neuburg-Sulzbach und dessen Gericht Hainsacker; seit 1777 war das Gebiet Teil des Kurfürstentums Bayern. Im Jahr 1818 entstand die heutige politische Gemeinde, die allerdings noch nach dem Ort Oppersdorf benannt war.
Kareth, ein altes Weinanbaugebiet, wird erstmals um 1070 in den Traditionen des Klosters Mittelmünster erwähnt. Hainsacker taucht um 1140 in den Traditionen des Klosters Prüfening auf und wird in der ersten urkundlichen Erwähnung 1224 als „Pfarre“ ausgewiesen. Auch die Kirche in Oppersdorf (als Nebenkirche von Hainsacker) ist bereits im 13. Jahrhundert (viermal) urkundlich bezeugt, erstmals 1224.

### 20. Jahrhundert
Die Gemeinde Oppersdorf wurde am 19. März 1958 in Gemeinde Lappersdorf umbenannt. Im Rahmen der Gemeindegebietsreform schlossen sich am 1. Mai 1978 die Gemeinden Hainsacker, Kareth und Lappersdorf freiwillig zur heutigen Kommune zusammen. Lappersdorf wurde am 20. September 1997 zum Markt erhoben. Zum 1. Oktober 2009 wurde eine 2.849.332 Quadratmeter große Teilfläche des aufgelösten gemeindefreien Gebiets Schwaighauser Forst eingegliedert.

### Einwohnerentwicklung
Zwischen 1988 und 2019 wuchs der Markt von 10.949 auf 14.108 um 3.159 Einwohner bzw. um 28,9 %.
- 1961: 06.645 Einwohner
- 1970: 08.021 Einwohner
- 1987: 10.908 Einwohner
- 1991: 11.312 Einwohner
- 1995: 11.667 Einwohner
- 2000: 12.288 Einwohner
- 2005: 13.850 Einwohner
- 2010: 13.228 Einwohner
- 2015: 13.215 Einwohner
- 2018: 14.036 Einwohner
- 2019: 14.108 Einwohner

## Politik

### Marktgemeinderat
Der Marktgemeinderat besteht aus 24 Mitgliedern. Bei der Kommunalwahl vom 15. März 2020 haben von den 10.800 Stimmberechtigten 7065 von ihrem Wahlrecht Gebrauch gemacht, womit die Wahlbeteiligung bei 65,42 Prozent lag.
Das Ergebnis der Wahl führte zu folgender Sitzverteilung im Marktgemeinderat:
- FW: 10
- CSU: 7
- Grüne: 4
- SPD: 3

### Bürgermeister
Erster Bürgermeister ist seit 2014 Christian Hauner (Freie Wähler), der bei der Kommunalwahl 2020 mit absoluter Mehrheit von 54,41 Prozent wiedergewählt wurde.
Zuvor hatten bis 2002 Hans Todt (CSU) und von 2002 bis 2014 Erich Dollinger (CSU) das Bürgermeisteramt inne.

### Wappen
| Wappen von Lappersdorf | Blasonierung: „Geteilt durch einen gesenkten goldenen Zinnenbalken in Blau und Grün; oben ein gekrönter silberner Löwe, unten ein durchgehender silberner Wellenbalken.“ |
| Wappen von Lappersdorf | Wappenbegründung: Das Wappenbild zeigt den sog. oberpfälzischen Löwen, der dem von König Ludwig I. initiierten Staatswappen von 1835 entnommen ist. Dabei handelt es sich eigentlich um den Löwen der Grafschaft Veldenz als spezifischem Symbol für die regierende Linie der Wittelsbacher, die dem Familienzweig der Pfalzgrafen von Zweibrücken-Veldenz entstammte. Die Farbumkehrung Silber auf Blau statt Blau auf Silber folgt alter heraldischer Übung, wonach Figuren aus Herrschaftswappen oft in geminderter Form oder in verwechselten Farben in Gemeindewappen Eingang fanden. Der goldene Zinnenbalken verweist auf eine unter Denkmalschutz stehende alte Mauer (Schießlmauer, ehemaliger Galgenhof) in Lappersdorf. Der silberne Wellenbalken im grünen Schildfuß erinnert an die Landschaft, grüne Wiesen und die Lage der Gemeinde am Regen. Lappersdorf hat dieses Wappen schon 1959 nach der Umbenennung der Gemeinde Oppersdorf in Lappersdorf (1958) angenommen. Nach der Zusammenlegung der Gemeinden Kareth, Lappersdorf und Hainsacker zur neuen Gemeinde Lappersdorf im Jahr 1978 wurde es unverändert übernommen. Dieses Wappen wird seit 1978 geführt. |

## Kultur und Sehenswürdigkeiten

### Bauwerke
- Kirche St. Ägidius in Hainsacker, erbaut 1737 bis 1742

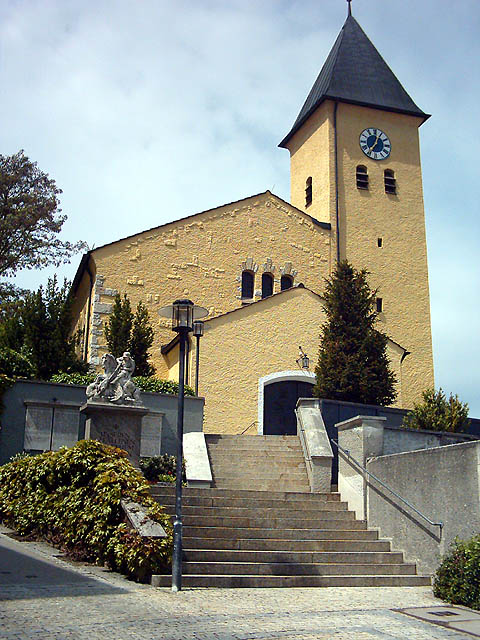
Die katholische Pfarrkirche Mariä Himmelfahrt

- Pfarrkirche Mariä Himmelfahrt (Saalbau im Typus einer Chorturmkirche, mit Flankenturm, 1930 von Georg Holzbauer, unter Beibehaltung des mittelalterlichen Turms; mit Ausstattung)
- Aurelium (Kulturzentrum und Veranstaltungshalle)

### Baudenkmäler

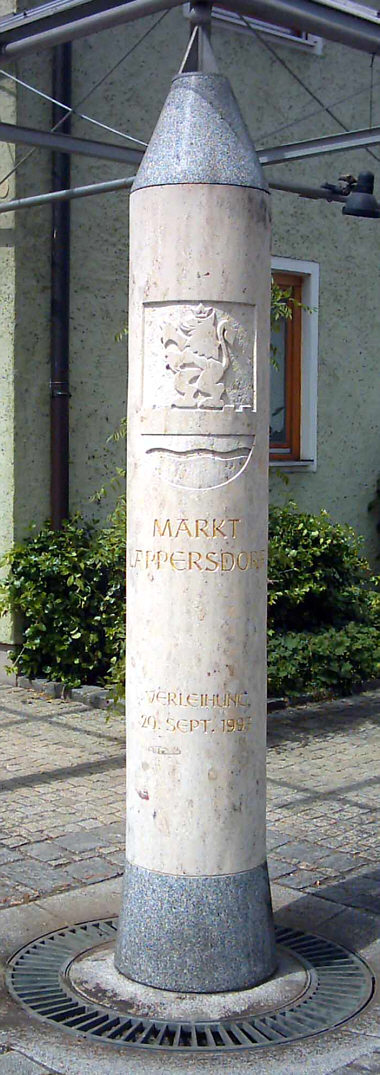
Denkmal zur Markterhebung von 1997

## Wirtschaft und Infrastruktur

### Wirtschaft einschließlich Land- und Forstwirtschaft
Im Jahr 2020 gab es im Bereich der Land- und Forstwirtschaft zwölf, im produzierenden Gewerbe 508 und im Bereich Handel und Verkehr 643 sozialversicherungspflichtig Beschäftigte am Arbeitsort. In sonstigen Wirtschaftsbereichen waren am Arbeitsort 1174 Personen sozialversicherungspflichtig beschäftigt. Sozialversicherungspflichtig Beschäftigte am Wohnort gab es 5288. Im verarbeitenden Gewerbe gab es drei, im Bauhauptgewerbe sieben Betriebe. Zudem bestanden im Jahr 2016 35 landwirtschaftliche Betriebe mit einer landwirtschaftlich genutzten Fläche von 1660 Hektar. Davon waren 1525 Hektar Ackerfläche.
Im Flurstück Schwaighauser Forst werden noch größere Mengen von Rüstungsaltlasten vermutet.

### Verkehr
Die A 93 grenzt westlich und südlich an Lappersdorf.

### Sicherheit
Im Markt Lappersdorf gibt es vier Freiwillige Feuerwehren (FF):
- FF Lappersdorf (Hilfeleistungslöschgruppenfahrzeug 20, Löschgruppenfahrzeug 20, Tanklöschfahrzeug 16/25, Drehleiter 23/12, Mehrzweckfahrzeug, Versorger, Verkehrssicherungsanhänger, Boot)
- FF Kareth (Löschgruppenfahrzeug 10, Mehrzweckfahrzeug)
- FF Oppersdorf (Löschgruppenfahrzeug 8/6, Mannschaftstransportfahrzeug)
- FF Hainsacker (Hilfeleistungslöschgruppenfahrzeug 20, Gerätewagen-Logistik 1, UTV)

Zudem unterhält die Polizeiinspektion Regenstauf in der Gemeindebücherei Lappersdorf eine Polizeiwache, die mit einem Funkstreifenwagen ausgestattet ist.

### Bildung
Es gibt mehrere Einrichtungen zur Kinderbetreuung und vier allgemeinbildende Schulen.
In der Grund- und Mittelschule Lappersdorf wurden 2018/2019 insgesamt 416 Schüler von 29 Lehrkräfte unterrichtet, davon in der Grundschule 259 Schüler durch 14 hauptamtliche Lehrkräfte, in der Grundschule Hainsacker 160 Schüler von neun hauptamtlichen Lehrkräften. Das Staatl. Gymnasium Lappersdorf hatte im Schuljahr 2018/2019 829 Schüler und 65 hauptamtliche Lehrkräfte.

## Staatliche Einrichtungen
Lappersdorf ist der Sitz der Feuerwehrschule Regensburg, der größten unter den drei bayerischen Feuerwehrschulen und eine der bekanntesten in Deutschland.

## Persönlichkeiten
- Gebhard Heyder (1904–1994), Karmelit, Theologe